# 大頭鱷科

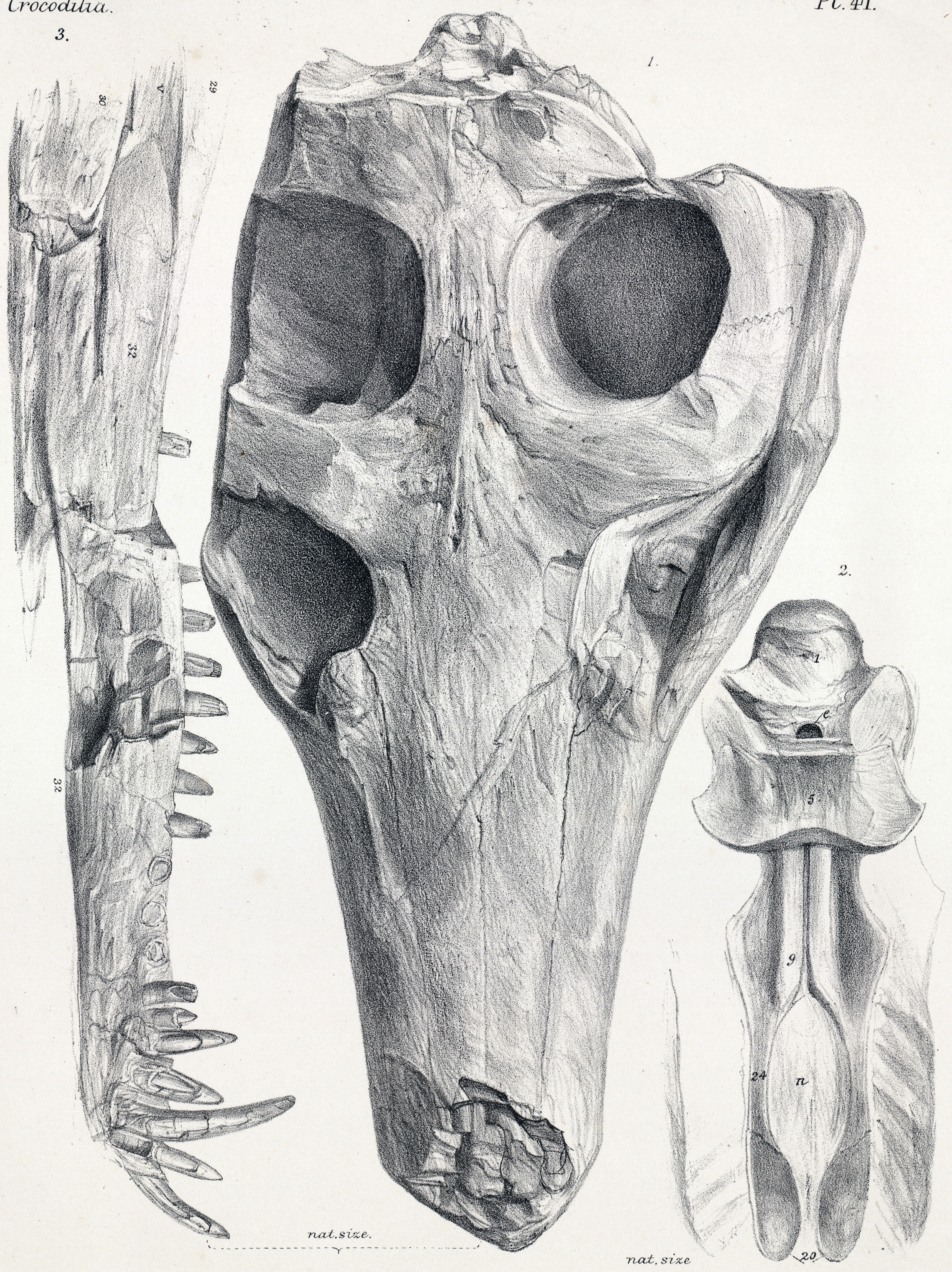
大頭鱷的化石

大頭鱷科（Pholidosauridae）是群已滅絕鱷類，屬於鱷形超目的中真鱷類。化石已在美國、加拿大、中國、吉爾吉斯、尼日、馬利、阿爾及利亞、摩洛哥、突尼西亞、西班牙等地發現。大頭鱷科出現於侏羅紀中期（卡洛夫階），在白堊紀（土仑階）滅絕。
帝鱷是最著名的大頭鱷科動物，身長可以超過12公尺，重量超過8公噸。鱷龍過去被歸類於大頭鱷科，目前被重新歸類於獸腳亞目恐龍中的棘龍科。

## 外部連結
- Pholidosauridae at the Paleobiology Database （页面存档备份，存于）
- Mikko's Phylogeny Archive on Pholidosauridae（页面存档备份，存于）